# Endotécio
Em botânica, chama-se endotécio ou camada mecânica a um conjunto de células reforçadas, por baixo da epiderme, que são responsáveis pela deiscência da antera.